# Cees Mooij
Cees Mooij (Zaandam, 31 augustus 1947) is een voormalige Nederlandse profvoetballer. Zijn positie was linksbuiten.
Mooij speelde in zijn jeugdjaren bij de Koogse amateurclub KFC. Hij maakte zijn profdebuut in 1966 bij de in 1964 opgerichte profclub FC Zaanstreek.
Na de fusie tussen FC Zaanstreek en Alkmaar '54 in 1967 tot AZ'67 werd Mooij weer gecontracteerd voor het seizoen 1967-1968. Vervolgens werd hij in seizoen 1968-1969 verhuurd aan de toenmalige eerste divisie profclub RCH waar hij met onder meer Johan Neeskens een dragende speler werd. 
Op 5 januari 1969 liep Mooij in de wedstrijd van RCH-Vitesse op 21-jarige leeftijd een ernstige knieblessure op welke voor zijn voetbalcarrière fataal bleek.